# Marciana (Cascina)
Marciana è una località del comune italiano di Cascina, nella provincia di Pisa, in Toscana.

## Geografia fisica
Marciana è situata nella piana dell'Arno e si sviluppa a sud della strada statale 67 Tosco-Romagnola tra Pisa e Cascina. La frazione si trova inglobata nel tessuto della vasta area urbana di Pisa e confina senza soluzione di continuità con le frazioni di San Benedetto e la stessa Cascina.
La frazione dista meno di 2 km dal capoluogo comunale e circa 15 km da Pisa.

## Storia
Marciana è un borgo di origine romana e anticamente lo si trovava suddiviso in Marciana Maggiore e Marciana Minore. Risulta menzionata nel documento del 970 in cui il vescovo di Pisa Alberico cedette in enfiteusi metà delle possessioni del piviere di San Casciano, tra cui si trovava compresa Marciana. I comunelli di Marciana Maggiore e Marciana Minore, o Marcianella, sono rammentati in alcune carte del XIV secolo del monastero di Santa Marta a Pisa, con la chiesa di Marciana Maggiore registrata tra le chiese pisane nel 1277 e nel 1372.
La frazione contava 629 abitanti nel 1833.

## Monumenti e luoghi d'interesse

### Architetture religiose

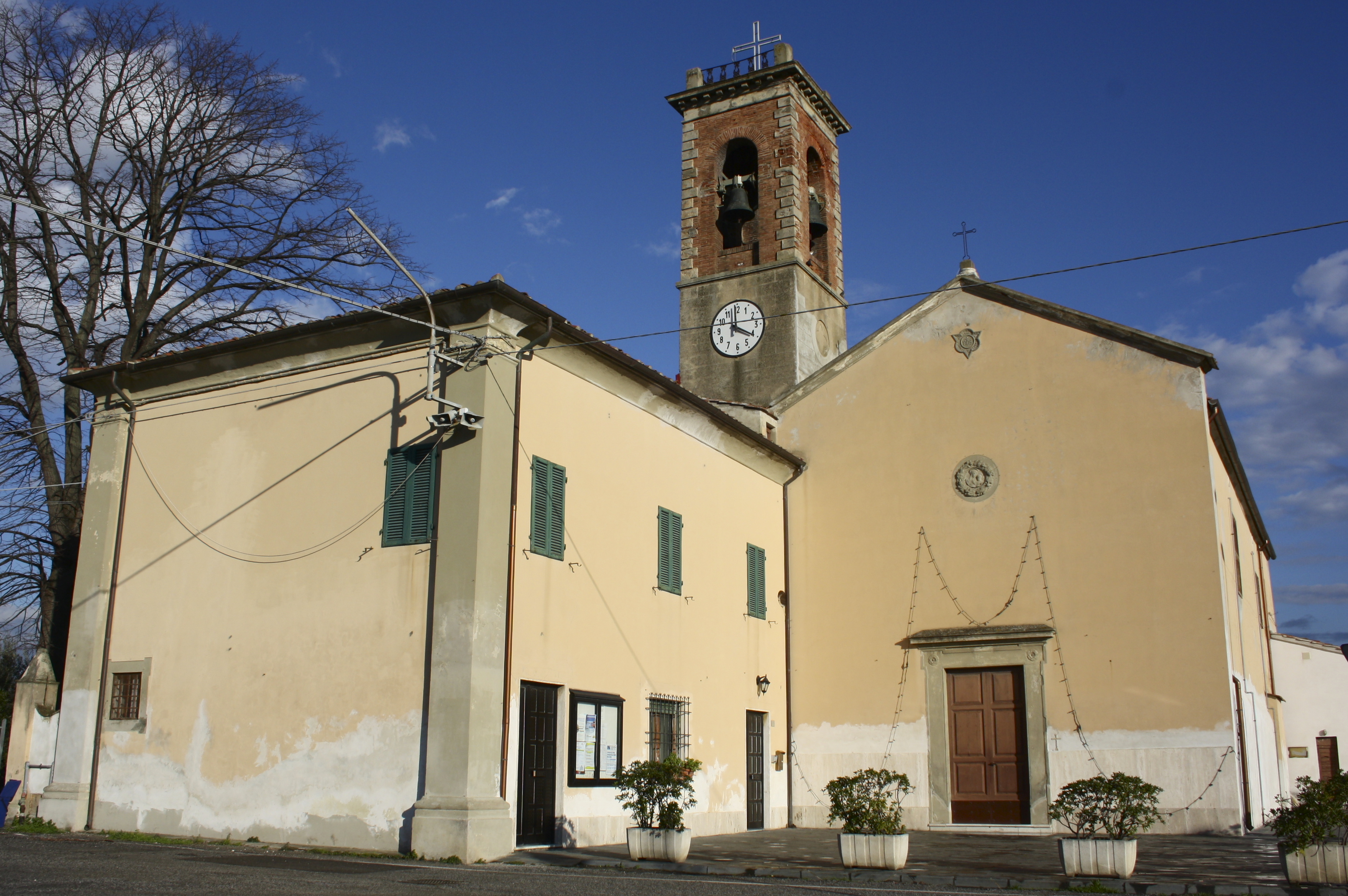
La chiesa di San Michele

- Chiesa dei Ss. Bartolomeo Apostolo e Michele Arcangelo, chiesa parrocchiale della frazione, era l'edificio di culto del centro di Marciana Maggiore[3] ed è documentata sin dal 1119.[5] All'interno è situata l'immagine venerata della Madonna del Soccorso.[5]

- Chiesa di San Miniato, piccolo edificio religioso situato nella località Marcianella (già Marciana Minore), si tratta di un pregevole esempio di arte romanica del X secolo, costruito in pietra verrucana (derivante dalla fortezza della Verruca dei monti pisani).[3] La facciata è caratterizzata da un campanile a vela e all'interno si conserva una tavola con la Madonna col Bambino del XIV secolo attribuita alla scuola del Ghirlandaio.[6]

### Architetture civili
- Villa Da Cascina, elegante villa con annessa fattoria del XVIII secolo, situata lungo la via Tosco-Romagnola.[3]
- Villa Paolo Savi, sempre percorrendo la via Tosco-Romagnola in direzione Pisa, dove abitò il noto botanico, a ricordo del quale è stata apposta una lapide marmorea.
- Palazzo Mazzei, conusciuto con il nome "Le Galere" in quanto nel XVIII secolo alcune stanze del palazzo erano adibite a prigione.

## Sport
A Marciana ha sede la società ciclistica A.C. Marcianese 1911, la quale organizza dal medesimo anno di fondazione il Giro delle due Provincie-Marciana di Cascina, gara in linea per gli Under-23.